# Mellau

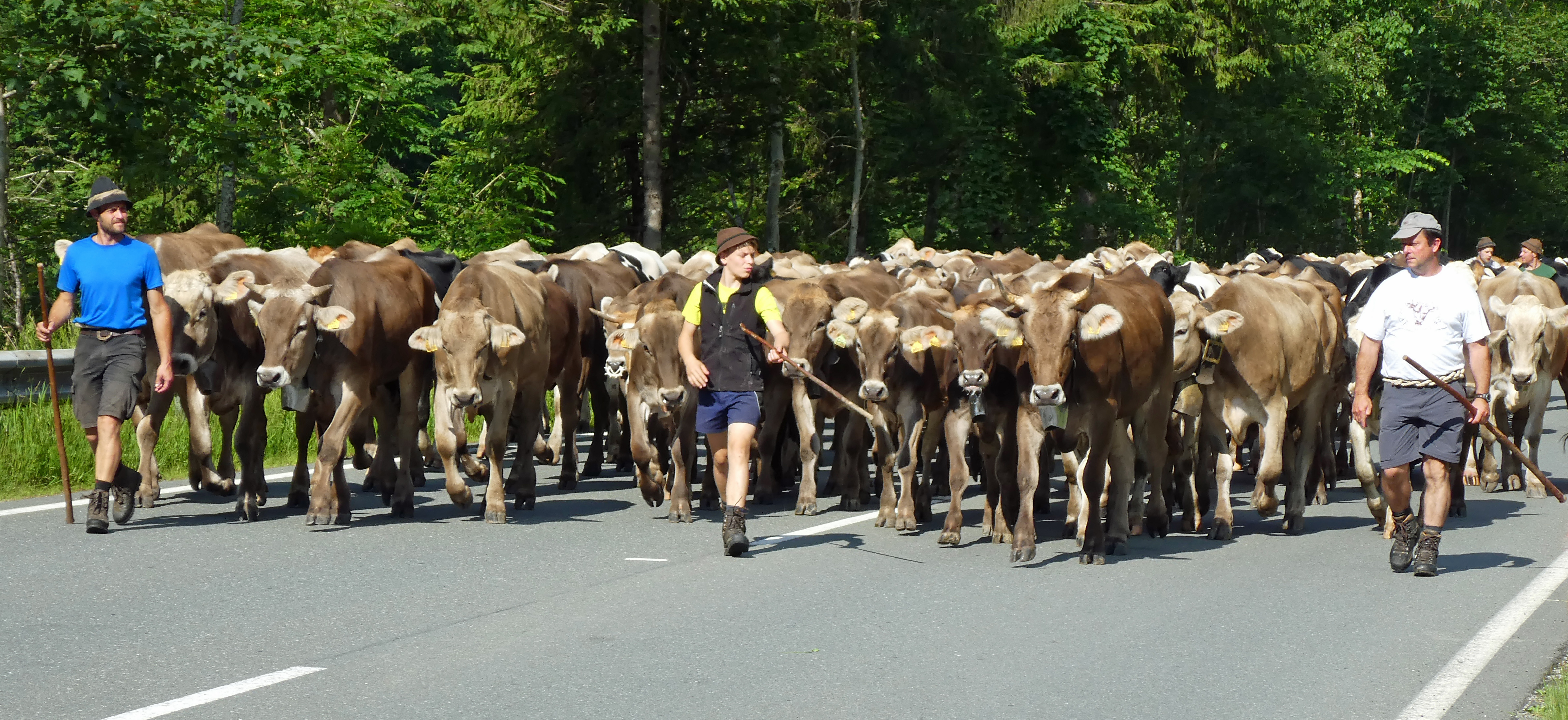
Troupeau de vaches dans une rue près de Mellau. Juillet 2016.

Mellau est un village autrichien, situé dans le district de Brégence, dans le land de Vorarlberg. Il comporte 1 301 habitants (au 1er janvier 2018).

## Géographie

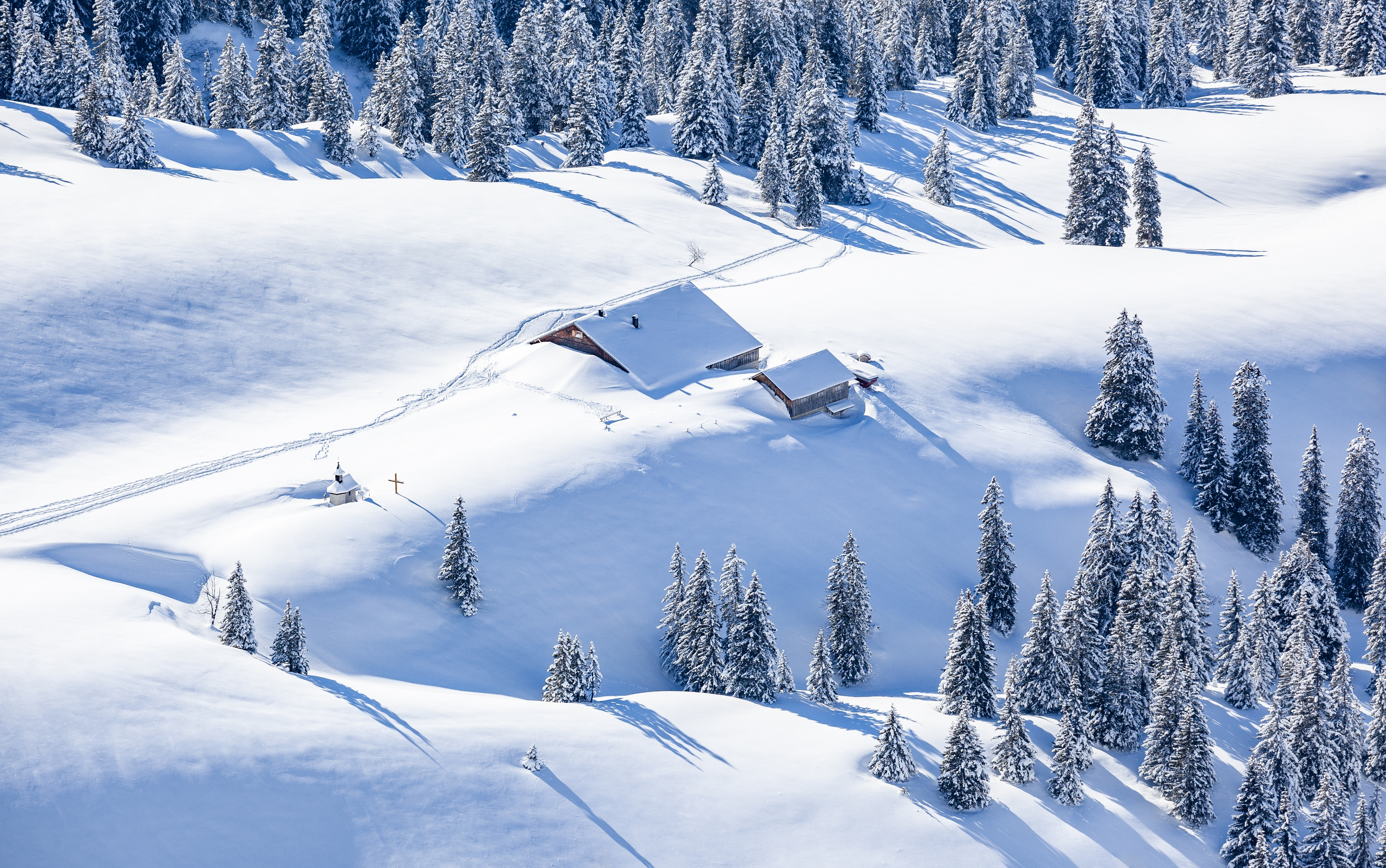
Cabane de montagne avec une petite chapelle dans l'alpe Wurzach près de Mellau. Tout est recouvert de neige. Février 2012.

Il s'agit aussi d'une station de sports d'hiver qui est reliée à celle de Damüls, située au sud. Il est situé entre les massifs du Großes Walsertal et du Bregenzerwald. Le plus haut sommet de la commune est la Mittagsspitze (« aiguille du midi »), à 2 100 m d’altitude. La montagne la plus connue de Mellau est Kanisfluh au sud-est dont le sommet le plus haut est Holenke, à 2 044 m d’altitude. C’est que se rejoignent les territoires des communes de Mellau, Schnepfau et Au. Avec une superficie de 40,55 km2, Mellau est d’une des plus grandes communes du Bregenzerwald. 41,4 % de cette superficie est recouverte de forêt, 35,9 % d’alpages.

## Économie et infractures
A Mellau sont installées 85 entreprises, qui fournissent du travail à 583 personnes. Le plus gros employeur est depuis longtemps l’entreprise textile Mellau Teppich. Environ 40 agriculteurs, dont 13 à temps complet, vivent à Mellau. Mais 13 des 30 plus importants contribuables viennent de la branche du tourisme, sur laquelle repose l’économie de Mellau.

### Tourisme
Les deux domaines skiables de Damüls et Mellau sont reliés depuis 2009 par un tunnel skiable et un téléphérique, formant le domaine skiable Damüls Mellau. Les nuitées sont en augmentation.
Il est arrivé que la ville accueille des compétitions internationales dont la coupe du monde de ski alpin.

## Démographie
| 1971  | 1981  | 1991  | 2001  |
| ----- | ----- | ----- | ----- |
| 1 058 | 1 088 | 1 171 | 1 282 |